# Todirostre à joues rousses
Poecilotriccus senex
Espèce
Synonymes
- Todirostrum senex[1]

Statut de conservation UICN

 LC  : Préoccupation mineure
Le Todirostre à joues rousses (Poecilotriccus senex) est une espèce de passereau de la famille des Tyrannidae,.

## Distribution
Cet oiseau vit dans le centre de l'Amazonie brésilienne (bassin versant du rio Madeira dans les États de l'Amazonas et du Rondônia),,.

## Systématique
Cette espèce est monotypique selon la classification de référence du Congrès ornithologique international (version 9.1, 2019).